# Punta del Hidalgo
Punta del Hidalgo é uma povoação do norte da Ilha de Tenerife, Ilhas Canárias.
"La Punta" tem 2.235 habitantes e pertence ao município de San Cristóbal de La Laguna. O povoado faz divisa com Anaga, uma cordilheira do norte da ilha, e com o Atlântico. É de tradição pesqueira e agrária. Com a expansão do turismo nas Canárias, Punta del Hidalgo tornou-se um dos principais núcleos turísticos do norte, porém com a construcção do aeroporto no sul perdeu a influência. Hoje é um povoado aberto e tradicional Canário, onde nascem importantes músicos do folklore Canário.
Principais monumentos:
- Farol da Costa, construído em 1992
- Igreja Vermelha
- Roque dos Dois Irmãos, montanha de forma peculiar da cordilheira de Anaga
- Torre do Conde, uma cópia da torre de mesmo nome da Ilha La Gomera